# Pronéphros
Le pronéphros est un organe excréteur rudimentaire qui se développe chez tous les vertébrés.

## Fonction
Alors que chez les mammifères il ne représente que le premier des trois appareils rénaux différents qui se succèdent pendant la vie utérine et disparaît complètement, le pronéphros représente le rein définitif de certains poissons primitifs comme la lamproie (notamment étudié chez Lampetra fluviatilis et Petromyzon marinus) ; ou la myxine ou de certaines larves d'amphibiens.

## Développement
C'est un organe pair. Il est issu du mésoblaste intermédiaire et se trouve entre le mésoblaste para-axial et la lame latérale.
Chez des animaux comme les amphibiens, il se forme antérieurement avant de migrer vers l'arrière et de fusionner avec le cloaque, alors que chez d'autres comme le poisson zèbre, il se forme le long du mésoderme intermédiaire.

## Formation et disparition
Les premiers segments du pronéphros, apparus lors de la 3e semaine de gestation, ont déjà disparu lors de la formation des derniers d'entre eux. Il est ensuite progressivement remplacé par le mésonéphros. La disparition du pronéphros est complète à la fin de la 4e semaine de gestation. Il persiste malgré tout, comme seul vestige du pronéphros, un canal qui prend par la suite le nom de canal paramésonéphrique ou canal de Muller.

## Note historique
Dans les livres d'embryologie plus ancien (avant 2000), le pronéphros est décrit comme étant formé par 7 à 10 néphrotomes cervicaux.
On sait maintenant grâce aux techniques d'analyse modernes que ce n'est pas le cas.